# Kwere jezik
Kwere jezik (ISO 639-3: cwe; kakwere, kikwere, kinghwele, kwele, ng’were, ngwele, tsinghwele), nigersko-kongoanski jezik iz Tanzanije kojim govori oko 98 000 ljudi (1987) u distriktu Bagamoyo.
Leksički mu je najbliži doe [doe], 74%. Pripada u centralne bantu jezike u zoni G, i podskupini zigula-zaramo (G.30)

## Vanjske poveznice
- Ethnologue (14th)
- Ethnologue (15th)